# Eusandalum stylatum
Eusandalum stylatum är en stekelart som först beskrevs av Girault 1915.  Eusandalum stylatum ingår i släktet Eusandalum och familjen hoppglanssteklar. Inga underarter finns listade i Catalogue of Life.